# 양길승
양길승(1949년 7월 20일 ~ )은 대한민국의 의사이다.

## 생애
1949년 전라남도 나주에서 5남 5녀의 막내로 태어났고 초등학교를 마친 뒤 서울 유학길에 올라 대광중학교, 서울대학교사대부속고등학교를 졸업했다. 1967년 서울대학교 사범대학 수학과에 입학했으나 8개월 만에 학업을 중단하고 낙향했다. 1년반 동안 방황하다 ‘의사가 되어서 사회봉사를 하겠다’는 결심을 굳힌 뒤 1969년 서울대학교 의과대학에 다시 입학했다. 의예과 1학년 때부터 흥사단 아카데미에 참여하고 의과대학 내에 ‘보리회’와 ‘사회의료연구회’를 결성하는 등 본격적인 학생운동에 뛰어들었다. 여름방학 때 강원도로 농활을 갔다가 어느 농부로부터 '너희들 잘난 척하기 위해 이런 일은 하지 말라'는 말을 들었고 이에 대해 '솔직히 봉사만 해주면 농민들이 좋아할 줄 알았다. 그들이 우리에게 요구한 것은 엘리트들의 자기만족이 아닌, 보다 근본적인 일이었다'라는 깨달음을 얻었다.
영등포 문래동 판자촌에서 무료진료활동을 펼치던 도중 1974년 긴급조치 1, 2호 위반으로 학업을 중단해야만 했고 1975년 의대간첩단 사건과 김지하의 양심선언문 배포 사건으로 체포돼 1년간 복역했다. 1980년 ‘서울의 봄’으로 복학했으나 ‘광주사태 배후조종자’로 지목돼 제적된 뒤 고초를 겪었다. 중앙정보부로 끌려가 63일간 혹독한 고문을 받았고 이런 자신의 경험과 수많은 양심범들의 사례를 토대로 뒷날 ‘고문 선진국’ 칠레에서 열린 학회에서 ‘고문이 인간의 정신에 미치는 영향’을 주제로 논문을 발표했다.
양길승은 1979년 이화여자대학교 앞에서 ‘다락방’이란 서점을 경영하면서 이혜경을 만났고 후에 이들은 결혼했다. 이혜경(71학번, 일명 '큰 이혜경')과 동명이인이자 이혜경의 연극반 후배이기도 한 이혜경(73학번, 일명 '작은 이혜경', 유인태와 결혼)과 고은광순 등 이화여자대학교 연극반 학생들과 함께 양길승은 파울루 프레이리의 ‘페다고지’를 강독했는데, '작은 이혜경'이 자신과 이름이 같은 선배 '큰 이혜경'을 이에 합류시킨 것이 인연이 됐다.
1982년 독일 해외기독교선교재단의 장학금을 받게 되었고 김수환 추기경과 광주교구 윤공희 주교의 도움으로 배우자 이혜경과 함께 출국할 수 있었다. 김대중의 미국 망명 건으로 천주교 측의 도움을 청하러 왔던 노신영 안기부장에게 김수환과 윤공희가 ‘우리가 양길승의 신원을 보증하겠다’고 말을 해주어서 가능했던 일이었다. 양길승은 독일 보쿰에서 잠시 머문 뒤 이듬해 아일랜드 골웨이 의과대학에 편입해 그곳에서 의사자격을 취득했다. 이혜경은 독일에서, 양길승은 아일랜드에서 각각 유학생활을 하였다.
유학을 마치고 돌아와 이혜경은 여성문화운동에, 양길승은 노동자 직업병 연구 등 의료운동에 애정을 쏟았고 녹색병원은 그 산물이었다.
참여연대 출범 때부터 시민위원장을 맡아 집행위원장, 운영위원장을 역임했다.